# Familia Mavrogheni

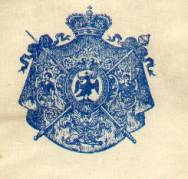
Stema familiei Mavrogheni

Familia Mavrogheni este o familie de nobili română, cu origini grecești, ai cărei membri au ocupat poziții importante în Paros, Mykonos, Creta, Icaria, Constantinopol, Samos și în Țările Române.

## Membri
- Nicolae Mavrogheni (1735–1790), voievod al Țării Românești
- Petre Mavrogheni (1819–1887), politician român